# PHotoESPAÑA
PHotoESPAÑA es un festival internacional de fotografía que se celebra cada año en Madrid durante los meses de junio, julio, agosto y septiembre. Este festival, fundado por Alberto Anaut, comenzó su andadura en 1998 y ha ido creciendo y consolidándose hasta convertirse en una cita de referencia para el mundo de las artes visuales.
En sus 26 años de historia, casi 16 millones de personas han visitado el festival, que ha programado más de 1.800 exposiciones contando con más de 4.000 autores. Aunque su corazón se encuentra en Madrid, PHotoESPAÑA está presente en otras ciudades, como Alcalá de Henares, Santander, Valladolid o Zaragoza, donde gracias al festival, la fotografía forma parte de la vida de sus habitantes. En las distintas ediciones ha contado con varias subsedes como Toledo, Aranjuez, París, Lisboa o Cuenca
PHotoESPAÑA es uno de los mayores foros internacionales de la fotografía cuyo prestigio, reconocido por los críticos más destacados, ha posibilitado que Madrid se convierta en una cita ineludible. 
Sus exposiciones se presentan en los principales museos, salas y galerías de arte de Madrid; y sus diversas actividades atraen cada año a más de medio millón de personas, cifra que lo convierte en el festival más popular y en el mayor de todos los eventos culturales que se celebran en España. 
Cada edición es temática y divide su programación en Sección Oficial, que comprende museos, instituciones y grandes centros de exposiciones y el Festival Off, en el que participan galerías de arte y otros espacios. 
En cada edición, PHotoESPAÑA muestra la obra de los mejores fotógrafos y artistas visuales nacionales e internacionales. Asimismo, visibiliza el trabajo de las galerías y sirve de espacio para la reflexión, punto de encuentro profesional y plataforma para jóvenes creadores en su acercamiento a nuevos públicos. PHotoESPAÑA es un gran proyecto colectivo, posible gracias a la colaboración año tras año de más de 130 instituciones privadas y públicas. 
PHotoESPAÑA es un proyecto de La Fábrica, empresa que desarrolla, desde la iniciativa privada, proyectos culturales contemporáneos vinculados a la creatividad, el diseño y las artes que aportan valor a la sociedad. 
Las exposiciones muestran las últimas tendencias del mundo de la fotografía y de las artes visuales al público y especialistas. Se trata de una ocasión extraordinaria para conocer los últimos proyectos fotográficos, vídeos e instalaciones de los fotógrafos y artistas visuales nacionales e internacionales más destacados.
A lo largo de las diferentes ediciones celebradas se han organizado más de 600 exposiciones en los principales museos, salas de exposiciones, centros de arte y galerías de la ciudad. Casa de América, Museo Nacional Centro de Arte Reina Sofía, Museo Thyssen-Bornemisza , Círculo de Bellas Artes, Centro Cultural Conde Duque, Fundación Telefónica, Fundación Canal, Centro Cultural de la Villa, Real Jardín Botánico, etc., son algunas de las principales sedes del Festival, a las que se han sumado en varias ediciones importantes instituciones culturales como el Museo del Prado.
En la subsede de Cuenca las exposiciones se han desarrollado en importantes espacios como la Fundación Antonio Pérez, la Fundación Antonio Saura, la antigua iglesia del Convento de la Merced (Cuenca) o el Centro Cultural Aguirre, entre otros.

## Premios PHotoESPAÑA
PHotoESPAÑA entrega en cada edición diferentes premios con la finalidad de reconocer las publicaciones más destacadas del año, así como la trayectoria profesional de fotógrafos nacionales e internacionales.
- Premio PHotoESPAÑA. Reconoce la trayectoria profesional de una personalidad en el ámbito de la fotografía (ya sea nacional o internacional). Anteriores ganadores: Bernard Plossu, Alberto García-Alix, Thomas Ruff, Graciela Iturbide, Malick Sidibé, Martin Parr, Robert Frank, Hiroshi Sugimoto, William Klein, William Eggleston, Helena Almeida, Nan Goldin, Duane Michals, Chema Madoz, Luis González Palma, Josef Koudelka y Donna Ferrato.
- Premio Bartolomé Ros a la mejor trayectoria profesional española en fotografía. El premio está otorgado por el legado de Bartolomé Ros. Anteriores ganadores: Carlos Pérez Siquier, Fundació Foto Colectania, Chema Madoz, Chema Conesa, Isabel Muñoz, Ricard Terré, Marta Gili y Javier Vallhonrat (ex aequo), Alejandro Castellote, Librería Kowasa, Joan Fontcuberta, Alberto García-Alix, Juan Manuel Castro Prieto, Ramón Masats, Cristina García Rodero,  Publio López Mondéjar y Pilar Pequeño.
- Premio Descubrimientos PHE. Otorgado al autor del mejor proyecto presentado en los visionados de porfolios organizados por PHotoESPAÑA. Anteriores ganadores: Nancy Newberry, Yaakov Israel, Fernando Brito, Vanessa Winship, Alejandra Laviada, Yann Gross, Harri Palviranta, Stanislas Guigui, Vesselina Nikolaeva, Comenius Röthlisberger, Pedro Álvarez, Tanit Plana, Sophie Dubosc, Juan de la Cruz Megías, Paula Luttringer, Matías Costa.
- Premio PHE al Mejor Libro de Fotografía del año. Distingue la mejor publicación de fotografía nacional e internacional publicada en el pasado año, así como a la editorial más destacada. Anteriores ganadores, en categoría nacional Urbes Mutantes 1941-2012. Latin American Photography, de RM/Toluca Éditions y The Little Black Jacket, editado por Steidl en la categoría internacional. El Premio a la Editorial destacada del año fue para Hatje Cantz.
- Premio Festival Off. Un jurado de expertos elige la galería que haya mostrado la mejor exposición del Festival Off. Anterior ganador: Galería Max Estrella por la exposición Humanæ de Angélica Dass.
- Premio PHotoESPAÑA OjodePez de Valores Humanos. PHotoESPAÑA y la revista OjodePez reconocen un trabajo de fotografía documental que destaque los valores de solidaridad, ética, justicia o esfuerzo. El anterior ganador fue Manuel Zamora por su serie Aparkados los sueños.
- Premio del Público. Los visitantes del Festival escogen en cada edición su exposición preferida de la Sección Oficial.